# Christoph Kramer
Christoph Kramer (født 19. februar 1991 i Solingen, Tyskland) er en tysk fodboldspiller, der spiller som defensiv midtbane hos Borussia Mönchengladbach i den tyske Bundesliga. Han har tidligere spillet for blandt andet Bayer Leverkusen og VfL Bochum.

## Landshold
Kramer står (pr. april 2018) noteret for 12 kampe for Tysklands landshold, som han debuterede for 13. maj 2014 i en venskabskamp mod Polen. Han var en del af den tyske trup, der vandt guld ved VM i 2014 i Brasilien. I finalen mod Argentina startede han på banen, men måtte efter kort tid lade sig udskifte med en skade.